# Geographische Gesellschaft Bremen
Die Geographische Gesellschaft Bremen (GGB) ist eine geografische Gesellschaft, die 1877 in Bremen gegründet wurde. Vorgänger war der 1869 gegründete Bremer Verein für die deutsche Nordpolfahrt. Zu den wichtigen Namen zählten Alwin Oppel, Wilhelm Wolkenhauer, Moritz Lindeman sowie Aurel Krause und sein Bruder Arthur Krause, die 1881 von der GGB mit der Durchführung einer natur- und völkerkundlichen Expedition zur Tschuktschenhalbinsel und in der Beringstraße beauftragt wurden. Der russische Unternehmer und Geograph Nikolai Latkin war ein Mitglied der GGB. Die im Namen des Vereins herausgegebenen Deutschen Geographischen Blätter erschienen von 1877 bis 1965. Der Sitz der Gesellschaft ist heute das artec Forschungszentrum Nachhaltigkeit in Bremen. Vorsitzender ist Michael Flitner.